# Nemesia maculatipes
Espèce
Nemesia maculatipes est une espèce d'araignées mygalomorphes de la famille des Nemesiidae.

## Distribution
Cette espèce se rencontre en Italie en Sardaigne et en France en Corse.

## Description
Le mâle mesure 8 mm et la femelle 11 mm.

## Publication originale
- Ausserer, 1871 : Beiträge zur Kenntniss der Arachniden-Familie der Territelariae Thorell (Mygalidae Autor). Verhandllungen der Kaiserlich-Kongiglichen Zoologish-Botanischen Gesellschaft in Wien, vol. 21, p. 117-224 (texte intégral).